# Pedicularia
Pedicularia is een geslacht van weekdieren uit de klasse van de Gastropoda (slakken).

## Soorten
- Pedicularia californica Newcomb, 1864
- Pedicularia dautzenbergi (Schilder, 1931)
- Pedicularia decurvata Locard, 1897
- Pedicularia decussata Gould, 1855
- Pedicularia elegantissima Deshayes, 1863
- Pedicularia granulata Neubert, 1998
- Pedicularia japonica Dall, 1871
- Pedicularia morrisoni Lorenz, 2013
- Pedicularia pacifica Pease, 1865
- Pedicularia sicula Swainson, 1840
- Pedicularia splendida Lorenz, 2009
- Pedicularia stylasteris Hedley, 1903
- Pedicularia subtilis Schilder, 1931
- Pedicularia vanderlandi Goud & Hoeksema, 2001